# アダム・フォーショー
アダム・ジョン・フォーショー（Adam John Forshaw、1991年10月8日 - ）は、イングランド・リヴァプール出身のプロサッカー選手。プリマス・アーガイル所属。ポジションはMF。

## 経歴
7歳で地元エヴァートンFCのアカデミーに入団。2009年12月17日、既に敗退が決まっていたUEFAヨーロッパリーグのFC BATEボリソフ戦でトップチームデビュー。2011年4月9日のウルヴァーハンプトン・ワンダラーズFC戦でプレミアリーグ初出場。
2013年6月27日、レンタルで加入していたブレントフォードFCに完全移籍。
2014年9月1日、チャンピオンシップのウィガン・アスレティックFCに移籍。移籍金は推定250万ポンド。
2015年1月28日、ミドルズブラFCに移籍。移籍金は推定200万ポンド。
2018年1月18日、リーズ・ユナイテッドAFCが450万ポンドで獲得。

## 所属クラブ
ユース
- エヴァートンFC 2000-2010

プロ
- エヴァートンFC 2009-2012

→ ブレントフォードFC 2012 (loan)
- ブレントフォードFC 2012-2014
- ウィガン・アスレティックFC 2014-2015
- ミドルズブラFC 2015-2018
- リーズ・ユナイテッドAFC 2018-2023
- ノリッジ・シティFC 2023-

## タイトル
個人
- フットボールリーグ1年間ベストイレブン: 2013-14